# 광영초등학교
광영초등학교는 대한민국 전라남도 광양시에 있는 공립 초등학교이다.

## 학교 연혁
- 1946년 11월 4일 옥곡초등학교 광영분교장 설치
- 1968년 6월 1일 옥곡남국민학교 승격
- 1984년 3월 9일 병설유치원 개원
- 1987년 7월 1일 교명 변경(광영국민학교)
- 1996년 3월 1일 광영초등학교로 개칭

## 학교 동문
주미영

## 참고 자료
- 광영초등학교 - 한국교육학술정보원 학교알리미